# Terapia promieniowaniem IR
Terapia promieniowaniem IR, infraterapia – dział fizykoterapii wykorzystujący działanie promieniowania podczerwonego na tkanki. Potocznie zabieg infraterapii określany bywa po prostu w skrócie jako promieniowanie IR.
Podstawowy efekt biologiczny promieniowania IR to wytworzenie ciepła w tkankach, dlatego też ten rodzaj zabiegów zaliczany jest do zabiegów termoterapii czy bardziej szczegółowo do ciepłolecznictwa.
W medycynie do wywołania efektu biologicznego używa się promieniowania IR o długości fali 770 do 15000 nm. Im długość fali jest krótsza, tym wywołuje ona  większy efekt cieplny. Penetrację  tkankową tego rodzaju promieniowania szacuje się na 0,5–30 mm.
Promieniowanie IR emitowane jest przez lampy IR, choć źródłem mieszanego promieniowania IR jest też lampa sollux. Ostatnio coraz powszechniej stosuje się też ogólnoustrojowe działanie promieniowanie IR, z zastosowaniem kabin z oświetleniem emitującym promieniowanie podczerwone, przykładem czego może być sauna typu infrared. 